# Варзоб (річка)
Варзо́б (тадж. Варзоб, Душанбедарё, рос. Душанбедарья, Душанбе-Дарья, Душанбинка) — річка на заході Таджикистану, права притока Кафірнігану (басейн Амудар'ї).
Довжина річки — 71 км, площа басейну — 1740 км², показник пересічних витрат води — 53,5 м³/с. 

## Географія протікання
Варзоб (Душанбинка) бере початок у Гісарських горах.
У низині річки розташоване місто Душанбе. Водна артерія перетинає столицю Таджикистану з півночі на південь. У межах міста через річку перекинуто 7 мостів, 1 з яких — залізничний, ще один є трубопроводним. Душанбе-Дар'я живить Комсомольський став, розташований у душанбинському середмісті.
Неподалік Душанбе Варзоб впадає до Кафірнігану.